# Lepthyphantes tropicalis
Lepthyphantes tropicalis là một loài nhện trong họ Linyphiidae.
Loài này thuộc chi Lepthyphantes. Lepthyphantes tropicalis được Albert Tullgren miêu tả năm 1910.